# ماري هاردي
ماري هاردي (بالإنجليزية: Mary Hardy)‏ هي إذاعية ومقدمة تلفزيونية وممثلة أسترالية، ولدت في 14 أكتوبر 1931 في وارنامبول في أستراليا، وتوفيت في 7 يناير 1985.